# Piliocolobus badius
Piliocolobus badius (tidigare Procolobus badius) är en däggdjursart som först beskrevs av Kerr 1792.  Det svenska trivialnamnet röd guereza förekommer för arten. Piliocolobus badius ingår i släktet röda guerezor och familjen markattartade apor. IUCN kategoriserar arten globalt som starkt hotad.
Inga underarter finns listade i Catalogue of Life. Wilson & Reeder (2005) skiljer mellan tre underarter.
Denna primat förekommer med två från varandra skilda populationer i västra Afrika. Den första populationen finns i sydvästra Senegal, Gambia, Guinea-Bissau och nordvästra Guinea. Utbredningsområdet för den andra populationen sträcker sig från sydöstra Guinea till Elfenbenskusten eller möjligen till Ghana. Habitatet utgörs av olika slags skogar. På grund av skogsavverkningar vistas arten ibland i savanner och träskmarker.
Individerna når en kroppslängd (huvud och bål) av 47 till 63 cm och en svanslängd av 52 till 75 cm. Vikten är 5,5 till 10 kg. Pälsen har på huvudets topp, på ryggen, på svansen och på lårens övre del en mörkgrå till svart färg. Annars är pälsen orange eller ljusorange med undantag av den vita buken.
Hannar och honor bildar flockar med upp till 90 medlemmar. Arten vilar ungefär en halv dag och resten av tiden är uppdelad i sök efter föda, vandringar, spel och pälsvård. Oftast är det honor som står lägre i hierarkin som ger pälsvård åt dominanta honor och åt hanar. För kommunikationen har Piliocolobus badius många olika läten.
Honor föredrar parningen med flockens alfahane men de kan även para sig med mindre dominanta hanar och även med hanar från andra flockar. En hona kan bli brunstig under alla årstider men de flesta ungar föds under den varma fuktiga tiden när tillgången till frukter är störst. I flera fall dokumenterades att en hane dödade en unge som hade en annan far för att sedan para sig med honan. Honor föder sin första unge efter ungefär 50 månader och de kan sedan föda ungar med cirka 30 månader mellanrum.
Piliocolobus badius jagas bland annat av leopard, schimpans, nilkrokodil, stora ormar och av rovfåglar. De flesta individer dödas däremot av människor. Denna guereza jagas främst av bönder som betraktar den som skadedjur på fruktodlingar.